# Músculo palatoglosso
Predefinição:MOORE, Keith L. Anatomia orientada para a clínica. 7. ed. Rio de Janeiro: Guanabara Koogan, 2014.
O músculo palatoglosso é um músculo do palato inervado pelo nervo vago, décimo par craniano.